# Bataille de Hohenlinden
Deuxième Coalition
Batailles
Guerre de la Deuxième Coalition
- St George's Caye (navale) (09-1798)
- Nicopolis (10-1798)
- Corfou (11-1798)
- Copenhague (navale) (04-1801)
- Algésiras (navale) (06-1801)

Campagne de Hollande
- Callantsoog (08-1799)
- Vlieter (08-1799)
- Zyp (09-1799)
- Bergen (09-1799)
- Alkmaar (10-1799)
- Castricum (10-1799)

Campagne de Suisse
- Ostrach (03-1799)
- Feldkirch (03-1799)
- 1re Stockach (03-1799)
- Frauenfeld (05-1799)
- Winterthour (05-1799)
- 1re Zurich (06-1799)
- Schwytz (08-1799) (en)
- Amsteg (08-1799)
- Saint-Gothard (09-1799)
- 2e Zurich (09-1799)
- Linth (09-1799)
- Muten (10-1799) (ru)
- Engen (05-1800)
- 2e Stockach (05-1800)
- Moesskirch (05-1800)
- Biberach (05-1800)
- Erbach (05-1800)
- Höchstädt (06-1800)
- Ampfing (12-1800)
- Hohenlinden (12-1800)

Campagne d'Égypte
- Malte 1 (06-1798)
- Malte 2 (06-1798)
- Alexandrie (07-1798)
- Chebreiss (07-1798)
- Pyramides (07-1798)
- 1re Aboukir (08-1798)
- Salheyeh (08-1798)
- Malte 3 (09-1798)
- Sédiman (10-1798)
- Caire (10-1798)
- Samanouth (01-1799)
- El Arish (02-1799)
- Syène (02-1799)
- Jaffa (03-1799)
- Saint-Jean-d'Acre (03-1799)
- Mont-Thabor (04-1799)
- 2e Aboukir (07-1799)
- Damiette (11-1799)
- Héliopolis (03-1800)
- 3e Aboukir (03-1801)
- Mandora (03-1801)
- Canope (03-1801)
- Fort Jullien (04-1801)
- Le Caire (06-1801)
- Alexandrie (08-1801)

2e Campagne d'Italie
- Vérone (03-1799)
- Magnano (04-1799)
- Cassano (04-1799)
- Mantoue (04-1799)
- Bassignana (05-1799)
- 1re Marengo (05-1799) (en)
- Modène (06-1799) (en)
- Trebbia (06-1799)
- 2e Marengo (06-1799) (en)
- Novi 1 (08-1799)
- Rome (09-1799)
- Mannheim (09-1799) (en)
- Novi 2 (10-1799) (en)
- Genola (11-1799)
- Gênes (04-1800)
- Sassello (04-1800) (en)
- Fort Bard (05-1800)
- Verceil (05-1800)
- Turbigo (05-1800)
- Montebello (06-1800)
- 3e Marengo (06-1800)
- Pozzolo (12-1800)

La bataille de Hohenlinden a lieu le 12 frimaire an IX (3 décembre 1800) entre les troupes françaises du général Moreau et les forces autrichiennes et bavaroises commandées par l'archiduc Jean-Baptiste d'Autriche. L'affrontement se termine par une victoire française. Celle-ci conduit l'Autriche à signer la paix de Lunéville, le 9 février 1801.

## Contexte
L'armée de Moreau progresse durant le printemps 1800 en descendant la vallée du Danube et en livrant des combats victorieux. Elle a pour objectif d'atteindre Vienne. 
En effet, à cette époque, l'Autriche est l'adversaire le plus puissant de la France. C'est pourquoi le Prince-électeur bavarois plaça son armée sous le commandement suprême autrichien. 
Après que Moreau s'est emparé d'Ulm, le maréchal autrichien Pál Kray sollicite un armistice et une entrevue le 15 juillet 1800, à Parsdorf, à l'est de Munich. Moreau, en manque de munitions, accepte. Mais rapidement, des désaccords éclatent entre les deux camps, rendant inévitable la reprise du conflit. 
Le cabinet de Vienne, jugeant que Kray manque de pugnacité, le relève de son commandement et le remplace par l'archiduc Jean-Baptiste d'Autriche. La guerre reprend dès la fin du mois de novembre. 
L'archiduc commence par concentrer son armée austro-bavaroise devant Munich. 
Ayant repris sa marche en direction de Vienne, Moreau place ses forces sur le plateau boisé de Hohenlinden, situé à l'est de Munich et entre l'Isar et l'Inn. C'est ici qu'il compte stopper la marche des Autro-bavarois. 
Deux jours auparavant, le 1er décembre 1800, les Français avaient été battus un peu plus à l'est de Munich, à Ampfing,  par Jean-Baptiste d'Autriche. Ce dernier s'approche donc des positions de Moreau. Mais c'est sur un sol gelé que vont s'affronter les troupes françaises et autrichiennes.

## Déroulement
L’armée française s'appuie, à gauche, sur Hartofen et Hohenlinden, pour consolider la position vers les rives de l’Isar. Les unités qui en sont chargées sont celles des généraux Bastoul, Grenier et Legrand. Le centre français, composé par les unités de Ney et de Grouchy, est situé au sud-est de Hohenlinden. La droite, dirigée par Richepanse, se trouve entre Ebersberg et Sankt-Christoph et emprunte le sentier de Maitenbeth. Elle est chargée d'attaquer les arrières de l'ennemi qui progresse dans la forêt.
Le 3 décembre, les Autrichiens avancent donc dans les bois en quatre colonnes distinctes qui n'ont aucune liaison entre elles :
- sur la droite, le général Kienmayer avance le long de l'Isar et Baillet-Latour progresse sur Burgau ;
- au centre, le général Kolowrath, accompagné par l'archiduc Jean-Baptiste, s'achemine vers Hohenlinden par le défilé de Maitenbeth ;
- à gauche, Riesch se dirige sur Sankt-Christoph.

L'affrontement commence à 8 heures quand Kolowrath attaque le centre français, fermement défendu par Ney et Grouchy. Au même moment, Richepanse marche sur Sankt-Christoph, surprenant les troupes de Riesch. Le général français, engageant le combat, lance l'une de ses brigades à travers bois pour prendre l'ennemi à revers.
Parvenu à Maitenbeth, Richepanse, soutenu par les unités de Decaen, laisse une de ses demi-brigades face à l'arrière-garde autrichienne et engage le reste de ses moyens sur les arrières de l'ennemi dans le défilé de Maitenbeth. Pris à revers, les Autrichiens accusent un certain flottement. 
Au même moment, Moreau ordonne à Grouchy et Ney d'aller de l'avant dans le but d'aborder l'ennemi de front et de flanc. Les troupes de Kolowrath se retrouvent débordées et doivent se disperser dans les bois.
Pendant ce temps, les divisions Grenier, Bastoul et Legrand, attaquées par Kienmayer et Baillet-Latour, lâchent pied quelque temps. Mais la situation se rétablit et, appuyées par Ney, les trois divisions repartent à l'attaque et repoussent l'adversaire qui s'enfuit vers Isen dans le plus grand désordre. 
Le bilan officiel autrichien fait état de 978 tués, 3 687 blessés et 7 195 prisonniers pour l'Autriche ainsi que 50 canons et 85 caissons d'artillerie perdus. Les pertes bavaroises sont de 24 tués, 90 blessés et 1 754 prisonniers, plus 26 canons et 36 caissons perdus

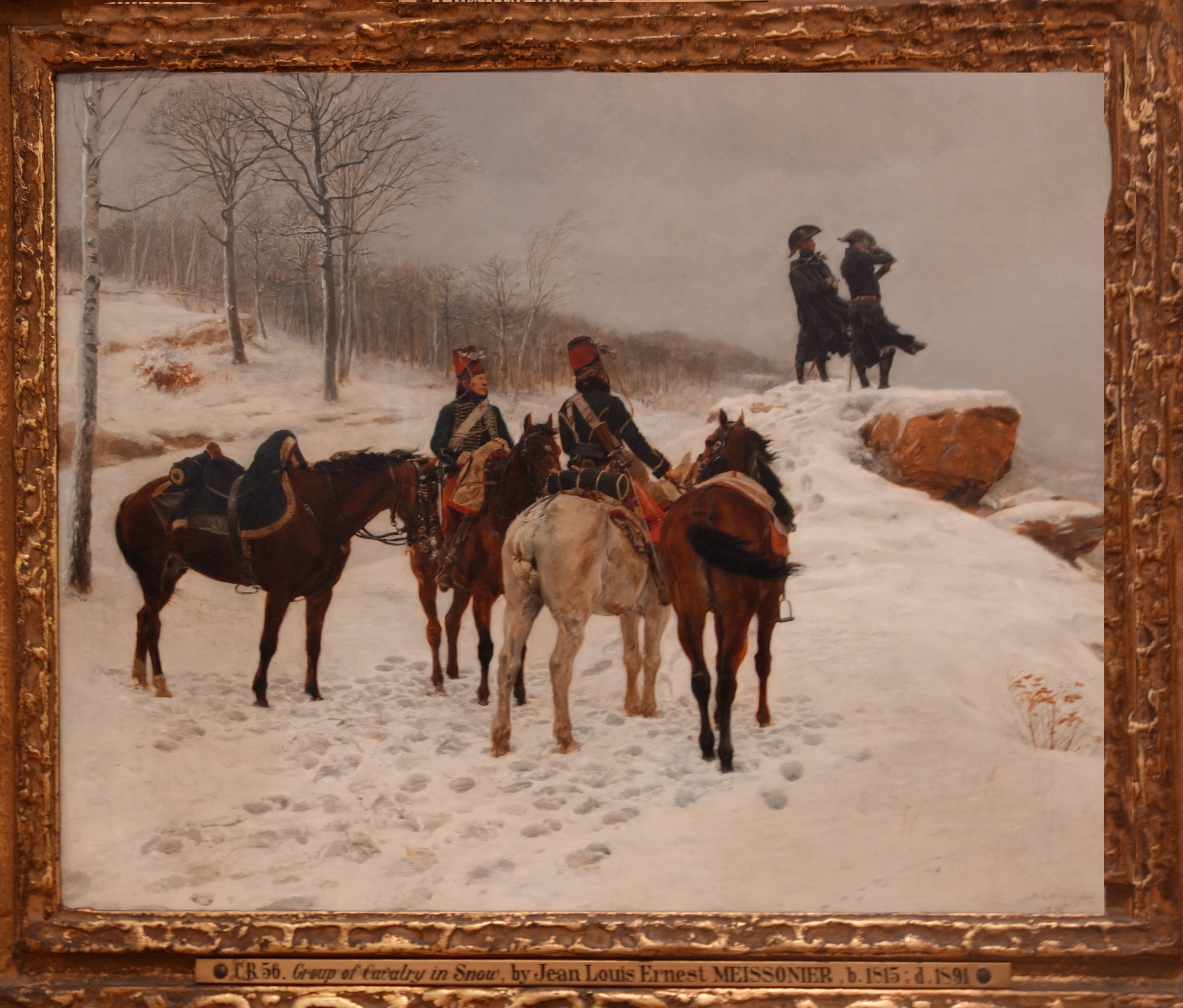
Moreau et Dessoles devant Hohenlinden, tableau d'Ernest Meissonier (1875).

## Conséquences
Consacrant la défaite de l'Autriche, la bataille de Hohenlinden élimine l'un des principaux adversaires de la France au sein de la Deuxième Coalition. 
Deux mois plus tard intervient la paix de Lunéville, signée le 9 février 1801. Elle confirme, tout en les étendant, les conditions du traité de Campo-Formio. Désormais, l'Angleterre est seule contre une France victorieuse sur tous les fronts.

## Iconographie
- Bataille de Hohenlinden, gravure d'Edme Bovinet d'après François Louis Couché[2].